# Celso Cittadini
Celso Cittadini est un philologue italien, né à Rome le 1er avril 1553 et mort à Sienne le 29 mars 1627.

## Biographie
Celso Cittadini naquit à Rome le 1er avril 1553, d’une famille noble siennoise. Il vécut à Rome un grand nombre d’années : il fut ensuite appelé à Sienne par le grand-duc pour y professer publiquement la langue toscane, et il y mourut le 29 mars 1627. Il possédait non-seulement les langues grecque et latine, mais il savait aussi l’hébreu. Son érudition dans les antiquités, les inscriptions, les médailles, était immense. Il avait fait une étude particulière et approfondie des antiquités de sa patrie, et les titres, les armes, les généalogies de toutes les familles de Sienne lui étaient aussi connues qu’à un généalogiste de profession. Il possédait aussi plusieurs sciences, telles que la géographie ancienne et moderne, la cosmographie, et même la botanique ; mais, surtout dans ses dernières années, la langue italienne fut l’objet le plus constant de ses travaux. Les explications qu’il donnait, dans ses leçons, sur les origines, les tours propres, les règles fondamentales et les anomalies de cette langue, étaient toujours appuyées d’exemples, et il ne s’en rapportait pas aux éditions des bons auteurs. A force de soins, de recherches et de dépenses, il était parvenu à rassembler jusqu’à cinq cents manuscrits autographes de Pétrarque, de Boccace, du Bembo et d’autres auteurs classiques, et c’était là seulement qu’il puisait ses autorités. Ses mœurs étaient aussi douces et son caractère aussi bon que son esprit était orné. Son oraison funèbre fut prononcée dans l’académie philomathique, ou de’ filomati, dont il était membre, par Giulio Piccolomini, son successeur à l’université de Sienne.

## Œuvres

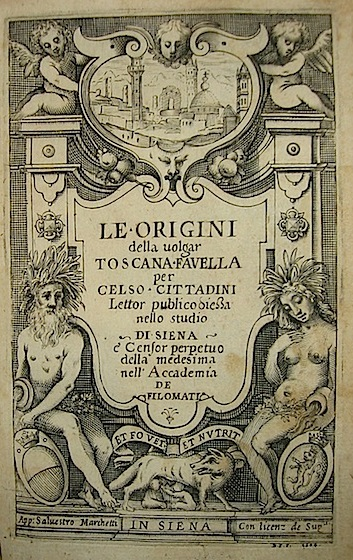
Origini della volgar toscana favella

Les ouvrages imprimés de Celso Cittadini sont :
- Rime platoniche del sig. Celso Cittadini dell’Angiolieri (c’est le seul de ses ouvrages où il ait pris ce surnom), con alcune brevi sposizioni dello stesso autore, etc., Venise, 1585, in-12.
- Une édition des Rime di Guido Cavalcanti, précédées du commentaire du cardinal Gilles de Rome sur la canzone d’Amore de ce poète, avec des observations de l’éditeur sur ce commentaire et une vie abrégée de Cavalcanti, Sienne, 1602, in-8°.
- Tre Orazioni, Sienne, 1603, in-8°.
- Parthenodoxa, ovvero esposizione della canzone del Petrarca alla Vergine Madre di Dio, Sienne, 1604 et 1607, in-4°.
- Trattato della vera origine e del processo e nome della nostra lingua, scritto in volgar sanese, Venise, 1601, in-8°.
- Origini della volgar toscana favella, Sienne, 1604, in-8° ; 2e édition, d’après un manuscrit revu et corrigé par l’auteur, ibid., 1628, in-8°. Le savant philologue Girolamo Gigli a fait réimprimer ces deux derniers traités, et y a joint quelques opuscules inédits de Cittadini, tels que des notes sur les Prose del Bembo et sur la Giunta del Castelvetro, et un Trattato degl’idiomi, sous ce titre : Opere di Celso Cittadini sanese, etc., Rome, 1721, in-8°. Ses œuvres y sont précédées d’une vie de l’auteur très-étendue, et écrite avec beaucoup de soin. Cittadini avait laissé, entre autres ouvrages manuscrits, un Discorso dell’antichità delle famiglie, résultat de toutes les recherches qu’il avait faites sur ce sujet dans sa patrie ; Giovanni Girolamo Carli l’a fait imprimer avec de savantes notes, Lucques, 1741, in-8°.